# 济南平安金融中心
济南平安金融中心是中国山东省济南市历下区的摩天大楼，为五指山CBD的五座建筑之一，其大楼玻璃幕墙设计竖向流畅且流动的设计象征其五大元素之一—河，其他大楼分别代表为“山、泉、湖、城”五大元素。建筑高度为360米，地上63层，是山东国际金融中心建成前济南市最高大楼。